# 朱亭站
朱亭站是一个京广线上的铁路车站，位于湖南省株洲市渌口区朱亭镇，建于1935年，目前为四等站，邮政编码为412108。现已不办理客运业务；货运办理整车货物发到。